# FK Drnovice
FK Drnovice foi uma equipe tcheca de futebol, com sede em Drnovice. Disputava a primeira divisão da República Tcheca (Campeonato Tcheco de Futebol).
Seus jogos foram mandados no Sportovní areál, que possui capacidade para 6.616 espectadores.

## História
O FK Drnovice foi fundado em 1932.